# De kleine zeemeermin (Pade)
De kleine zeemeermin is een compositie van de Deense componiste Else Marie Pade uit de jaren 1957 en 1958.

## Geschiedenis van componeren
Pade is de Deense vertegenwoordigster van de musique concrète, maar is lange tijd genegeerd als musicus. Pas na een herontdekking van haar muziek, aangestuurd door Nederland, kwamen opnamen van haar muziek naar buiten. De kleine zeemeermin is een “toonzetting” van het sprookje van Hans Christian Andersen. Toonzetting staat hier tussen aanhalingstekens omdat er geen traditioneel muziekinstrument aan te pas komt. Het verhaal wordt (origineel) in het Deens voorgelezen. Deze 45 minuten durende tekst wordt ondersteund door musique concrete en elektronische muziek; beide bevinden zich meer op de achtergrond, dan dat het een volledige partij is in het muzikale verhaal. Het verzoek voor dit werk was afkomstig van de Deense schoolradio; het zijn de jaren 50 nog bijna zonder televisie. Er werd volop geëxperimenteerd met geluidsopnamen via de magneetband, maar daar bleef het vaak bij. De achtergrondmuziek van Pade bestaat dan ook bijna volledig uit geluiden die al in het archief van de Deense omroep opgeslagen lagen. Deze moesten bewerkt en uitgewerkt worden. Omdat alles op elkaar moest aansluiten en de tape-installaties nog niet op topkwaliteit waren, was het een geduldwerkje. Specifieke probleem was de zangstem van de zeemeermin; hiervoor was nog geen oplossing voorhanden. De componiste werd verwezen naar de geluidstechnicus Lauridsen van Laboratorium III van de Deense omroep; hij zette de generator aan, draaide aan wat knoppen en Pade had een zingende zeemeermin (aldus de componiste in een radio-interview in 2001).

## Muziek
Pade bracht zelf een tweestemmig geheel tot stand. De musique concrete (opgenomen geluiden) dient als weergave voor alles wat zich niet in zee bevindt; het menselijk bestaan, kerkklokken etc. De elektronische muziek is juist de weergave van wat zich onder de zeespiegel bevindt. Daarboven wordt het verhaal verteld. De opname die in 2002 werd uitgegeven geeft het verhaal in het Deens; dit heeft een soms vervreemdend effect. De taal heeft een aantal korte letterklanken, die niet in elkaar overvloeien. Zo lijkt het of ook de stem bewerkt is, maar dat is natuurlijk niet zo. Van de zes gelijksoortige werken van Pade is dit het enige werk dat ook in het Engels uitgevoerd kan worden.

## Toelichting op ontstaan
De componiste gaf nog in het eerder genoemde interview een kleine toelichting op het werk. Gedurende haar jeugd was zij bedlegerig. Zij was dus afhankelijk van het dagelijks gepraat van haar ouders en eventuele visite en geluiden die haar van de straat bereikten. Het gepraat van haar ouders deed haar denken aan het gekwetter van vogels, straatgeluiden probeerde zij ook in haar eigen sprookjeswereld te vangen.

## Vergelijkend werk
Veel later dan deze compositie heeft het platenlabel Windham Hill een aantal soortgelijke opnamen op compact discs uitgegeven. Beroemde acteurs vertelden een sprookje en daarbij componeerde bijvoorbeeld Mark Isham achtergrondmuziek; deze achtergrondmuziek werd dan als tweede track zonder verhaallijn weergegeven.

## Discografie
- Uitgave Dacapo: een opname uit 1962 van de Deense Radio; verbeterd in 2002 in Aarhus

## Bron
- de bovenstaande compact disc